# Ferdinand de Lannoy
Pour les articles homonymes, voir Lannoy (homonymie).
Pour les autres membres de la famille, voir Maison de Lannoy.
Ferdinand de Lannoy, duc de Bojano, est un militaire, ingénieur et cartographe flamand au service de l’Espagne et du Saint-Empire, né à Steenokkerzeel dans le Duché de Brabant vers 1510, mort en 1579. Il est fils de Charles de Lannoy.
Il devint général d’artillerie, donna de nombreuses preuves de courage et de talent en Italie, en Allemagne et en Flandre, puis fut successivement gouverneur de la Hollande, de l’Artois, de Gray, qu’il fortifia, et grand bailli d’Amont. Lannoy était aussi distingué comme savant que comme homme de guerre. Il passe pour l’inventeur de l’artillerie de campagne.
Il est l'auteur de la première carte connue de la Franche-Comté avant celle d' Hugues Cousin et de  Mercator.